# Liga de Australia de waterpolo femenino
La Liga de Australia de waterpolo femenino es la competición más importante de waterpolo femenino entre clubes australianos.

## Historial
Estos son los ganadores de liga:
- 2012: Cronulla Sharks
- 2011: Brisbane Barracudas
- 2010: Brisbane Barracudas
- 2009: Brisbane Barracudas
- 2008: Fremantle Marlins
- 2007: Fremantle Marlins
- 2006: Cronulla Sharks
- 2005: Fremantle Marlins
- 2004: Fremantle Marlins